# Ибо (Мозамбик)
Ибо (порт. Ilha do Ibo) — крупнейший и самый густонаселённый остров кораллового происхождения в архипелаге Киримба в Индийском океане у побережья Мозамбика, в провинции Кабу-Делгаду, к северу от Пемба.
На Ибо находится аэропорт.
В 1971 году создан национальный парк Киримба.